# Il principe consorte
Il principe consorte (The Love Parade) è un film del 1929 diretto da Ernst Lubitsch, tratto dalla commedia in tre atti Le Prince consort di Jules Chancel e Leon Xanrof.
È il primo film parlato e cantato girato da Lubitsch, insieme alla coppia Jeanette MacDonald / Maurice Chevalier.
Chevalier era uno chansonnier parigino che, nel film, sfoggia imperturbabile il suo accento francese (anche se tutti gli altri interpreti - abitanti dell'inventato regno di Sylvania - parlano in un perfetto inglese/americano); Jeanette MacDonald è qui al suo esordio cinematografico. Nel 1931, l'attore francese fu candidato all'Oscar nella categoria "miglior attore". Nella stessa edizione del premio, ottenne una seconda candidatura per La conquista dell'America, ma l'Oscar fu poi assegnato a George Arliss.
Il film/operetta ebbe successo, grazie alla regia di Lubitsch che utilizzava al meglio le doti canore e recitative dei due protagonisti.

## Trama
Nello stato di Sylvania, la regina Luisa è alla disperata ricerca di un marito. Dopo aver considerato varie possibilità, sceglie come principe consorte il conte Alfred Renard, ambasciatore di Sylvania. Renard è non solo uno dei personaggi più in vista del paese, ma è anche conosciuto come un impenitente dongiovanni. Tanto che è stato appena richiamato in patria proprio a causa dello scandalo che provocano le sue continue avventure sentimentali.
Dopo il matrimonio reale, il conte Renard si accorge subito di essere considerato poco o nulla. Tutto il potere è nelle mani della sovrana, mentre lui viene considerato alla stregua di un gradevole elemento d'arredo. Confinato nelle stanze da letto ad aspettare in pigiama che la regina torni da lui dopo aver passato in rassegna le truppe o altri incarichi similari, Alfred non ci sta. La storia d'amore dei due novelli sposi è in pericolo. Ma il conte riuscirà da buon diplomatico a risistemare i suoi rapporti con la consorte e a salvare il matrimonio.
Deciso a farsi valere, dato che non gli riesce diversamente, prepara i bagagli per andarsene. La regina, all'inizio, gli ordina di rimanere. Quindi, glielo chiede gentilmente. Alla fine, supplica di non lasciarla. Vengono alla luce anche gli illustri antenati del conte, che risalgono sì a relazioni extraconiugali, però di altissimo rango. Forse Alfred è il bis-bis nipote illegittimo di un re... Di conseguenza, adesso viene visto con occhio diverso dai varÎ dignitari che in precedenza lo snobbavano. Assurto a rango di principe consorte a tutti gli effetti, Renard riafferma i suoi diritti di marito (e maschio), mettendo in punizione la moglie, condannata a restargli sempre a fianco.

## Produzione

### Musica
Tutte le musiche del film sono firmate da Victor Schertzinger e dal paroliere Clifford Grey, a parte la musica del balletto.
- Ouverture: My Love Parade, Champagne, Dream Lover
- Champagne eseguita da Lupino Lane
- Paris, Stay the Same eseguita da Chevalier, Lane e il cane Jiggs
- Dream Lover eseguita da MacDonald con Fealey, Bruce, Friend, Hall, Charles
- Anything to Please the Queen eseguita da Jeanette MacDonald e Maurice Chevalier
- My Love Parade eseguita da Maurice Chevalier e Jeanette MacDonald
- Dream Lover, ripresa MacDonald e coro
- Sylvania's Queen eseguita dal coro
- Let's Be Common eseguita da Lupino Lane e Lillian Roth
- March of the Grenadiers eseguita da MacDonald e coro maschile
- Nobody's Using It Now eseguita da Maurice Chevalier
- The Queen is Always Right eseguita da Roth e Lane con il coro
- Dream Lover ripresa con MacDonald che continua poi in
- March of the Grenadiers ripresa, insieme al coro maschile
- Valse Tatiana balletto di O. Potoker
- Finale: My Love Parade ripresa da Chevalier e MacDonald

## Distribuzione
Il film, distribuito dalla Paramount Pictures, venne presentato in prima mondiale a New York il 19 novembre nel 1929 e poi, due mesi dopo, sulla costa occidentale, a Los Angeles.

### Data di uscita
- USA 19 novembre 1929 (New York, New York)
- USA 19 gennaio 1930 (Los Angeles, California)
- Austria 1930
- Germania 1930
- Francia 28 febbraio 1930
- Danimarca 3 aprile 1930
- Portogallo 5 novembre 1930
- Hong Kong 24 aprile 2004 (Hong Kong International Film Festival)

Conosciuto con il titolo Liebesparade o Der Prinzgemahl in tedesco, El desfile del amor in Spagna, Erotiki parelasis in Grecia, Parada do Amor in Portogallo, Parade d'amour in Francia e Prinsgemalen in Danimarca.

### Riconoscimenti
- 1930 - Premio Oscar
  - Nomination Miglior film alla Paramount Famous Lasky
  - Nomination Migliore regia a Ernst Lubitsch
  - Nomination Miglior attore protagonista a Maurice Chevalier
  - Nomination Migliore fotografia a Victor Milner
  - Nomination Migliore scenografia a Hans Dreier
  - Nomination Miglior sonoro a Franklin Hansen
- 1929 - National Board of Review Award
  - Migliori dieci film